# Steve Backley
Stephen « Steve » James Backley, né le 12 février 1969 à Sidcup, est un athlète britannique spécialiste du lancer du javelot. S'il n'a jamais obtenu la consécration mondiale et olympique, il a remporté quatre fois consécutivement les Championnats d'Europe, de 1990 à 2002, et trois fois consécutivement les  Jeux du Commonwealth. Steve Backley a également détenu le record du monde du lancer du javelot grâce à sa performance de 89,58 m, établie le 2 juin 1990 lors du meeting de Stockholm. Il a été élu athlète de l'année 1990.

## Palmarès

### Jeux olympiques
- Jeux olympiques d'été de 1992 à Barcelone ( Espagne)
  -  Médaille de bronze au lancer du javelot
- Jeux olympiques d'été de 1996 à Atlanta ( États-Unis)
  -  Médaille d'argent au lancer du javelot
- Jeux olympiques d'été de 2000 à Sydney ( Australie)
  -  Médaille d'argent au lancer du javelot

### Championnats du monde
- Championnats du monde d'athlétisme de 1993 à Stuttgart ( Allemagne)
  - 4e au lancer du javelot
- Championnats du monde d'athlétisme de 1995 à Göteborg ( Suède)
  -  Médaille d'argent au lancer du javelot
- Championnats du monde d'athlétisme de 1997 à Athènes ( Grèce)
  -  Médaille d'argent au lancer du javelot

### Championnats d'Europe
- Championnats d'Europe d'athlétisme de 1990 à Split ( Yougoslavie)
  -  Médaille d'or au lancer du javelot
- Championnats d'Europe d'athlétisme de 1994 à Helsinki ( Finlande)
  -  Médaille d'or au lancer du javelot
- Championnats d'Europe d'athlétisme de 1998 à Budapest ( Hongrie)
  -  Médaille d'or au lancer du javelot
- Championnats d'Europe d'athlétisme de 2002 à Munich ( Allemagne)
  -  Médaille d'or au lancer du javelot

### Jeux du Commonwealth
- Jeux du Commonwealth de 1990 à Auckland ( Nouvelle-Zélande)
  -  Médaille d'or au lancer du javelot
- Jeux du Commonwealth de 1994 à Victoria ( Canada)
  -  Médaille d'or au lancer du javelot
- Jeux du Commonwealth de 1998 à Kuala Lumpur ( Malaisie)
  -  Médaille d'argent au lancer du javelot
- Jeux du Commonwealth de 2002 à Manchester ( Angleterre)
  -  Médaille d'or au lancer du javelot